# Leeuwarder Courant
Le Leeuwarder Courant (LC) est, en 2020, le plus ancien journal des Pays-Bas toujours publié sous le même titre.

## Historique
Abraham Ferwerda fonda en 1752 le Leeuwarder Courant, le premier journal de la province néerlandaise de Frise et de sa capitale Leeuwarden dans ce qui était alors nommé les Provinces-Unies.
Après la mort d'Abraham Ferwerda en 1783, son beau-fils Doeke Ritske Smeding, continua l'édition du journal qui resta jusqu'en 1947 dans sa descendance.
En 2016, son tirage papier est de 67 517 exemplaires.
Le Tresoar met en ligne depuis 2007 toutes les éditions du journal publiées depuis 1752.